# EV 콘셉트카 45
EV 콘셉트카 45는 현대자동차의 콘셉트카 중 하나이며, 1974년 포니 쿠페 콘셉트(Pony Coupe Concept)부터 지금까지 헤리티지와 미래 모빌리티에 대한 현대자동차의 비전이 담긴 콘셉트카이다.

## EV 콘셉트카 45

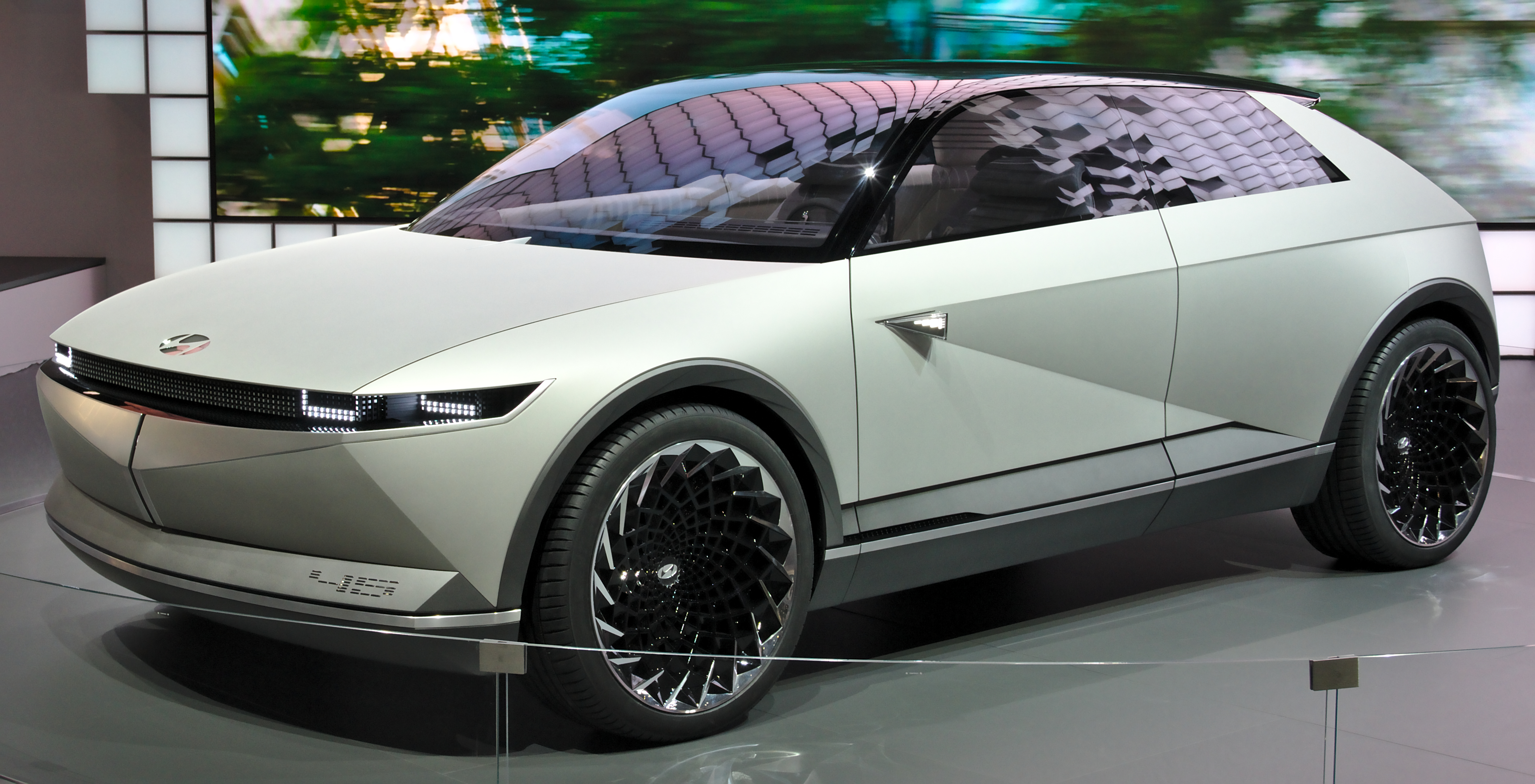
Hyundai 45 EV Concept

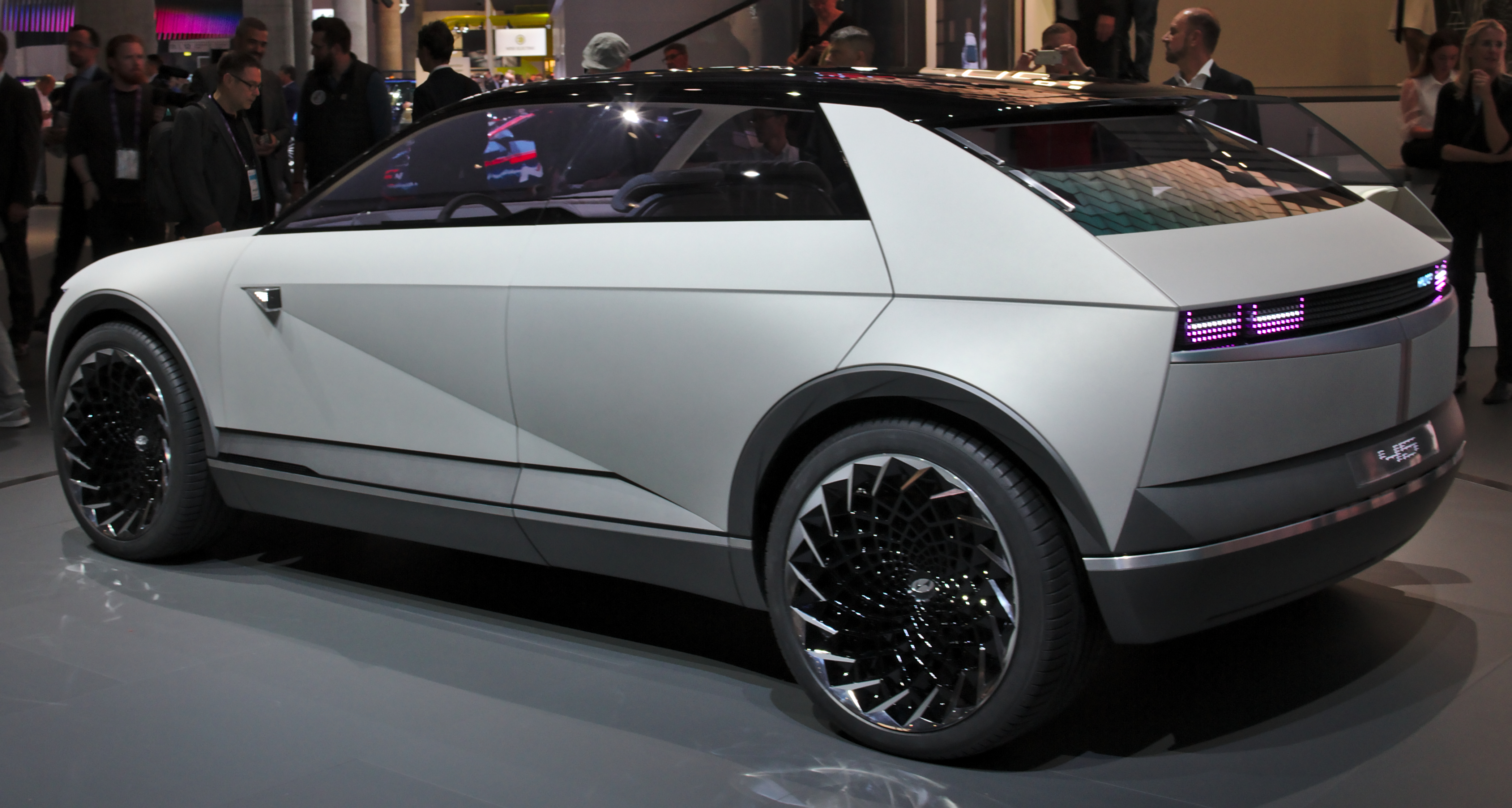
Hyundai 45 EV Concept

2019년 9월 10일 2019 프랑크푸르트 모터쇼에서 최초 공개했다. 외장 디자인은 모노코크 방식의 바디가 공기 역학과 경량화를 구현하고, 실루엣의 직선적이고 힘찬 라인이 다이아몬드 형태의 인상을 준다. 전면부는 키네틱 큐브 램프(Kinetic Cube Lamp), 격자형 라디에이터 그릴 등을 통해 세련미는 물론 미래적인 인상을 준다. 측면부는 윈도우 라인 DLO과 C 필러를 통해 역동적인 느낌을 전달하며, 사이드미러는 카메라와 모니터 시스템이 연결된 CMS(Camera Monitoring System) 기기가 장착되었다. 사이드미러의 경우 차체 안쪽에 숨겨져 있다가 운전자가 다가오면 알아서 바깥쪽으로 펼쳐진다. C 필러에 내장된 날개 형상의 4개의 스포일러는 포니 C필러에 있던 공기구멍을 오마주한 것으로, 주행 모드에 따라 움직인다. 내장 디자인은 재활용한 나무와 직물, 가죽 등의 소재를 대시보드와 도어, 시트 등에 사용해 따뜻한 분위기를 연출했으며, 바닥에 설치된 카펫은 아늑한 분위기 연출와 외부 소음을 차단한다. 앞 시트는 스위블(Swivel) 기능을 적용해 뒷자석 탑승자와 마주 보고 앉을 수 있다. 더불어, 도어가 열리면 시트가 바깥쪽으로 회전해 운전자가 편하게 타고 내릴 수도 있다.

## 리틀빅 이모션
2020년 10월 27일 리틀빅 이모션이 최초 공개 후 12월 15일 어린이 환자 치료에 시험 운용되었다. 리틀빅 이모션에는 감정 인식 차량 컨트롤(Emotion Adaptive Vehicle Control) 기술이 탑재되었다. 적용된 EAVC 기술은 총 5가지이며, 어린이의 감정을 인식한 뒤 시각, 청각, 촉각, 후각 등 4가지 반응 장치를 작동시켜 어린이의 스트레스를 줄여준다. 외관 디자인은 EV 콘셉트카 45의 디자인을 활용했으며, 헤드램프와 테일램프를 구성하는 파라메트릭 픽셀이 두드러진다. 또한, 기하학적 형태의 사각형 점들을 구성해 미래지향적이면서도 강한 존재감을 나타낸다.